# Adolf Lefèvre
Adolf Lefèvre (* 15. Mai 1669 in Lübeck; † 26. September 1733 ebenda) war Lübecker Jurist und Ratsherr.

## Leben
Adolf Lefèvre war Sohn des Lübecker Kaufmanns Franz Lefèvre († 1693). Der Großvater Dietrich Lefèvre war aus Antwerpen nach Lübeck gekommen. Er studierte Rechtswissenschaft an den Universitäten Rostock, Universität Frankfurt/Oder und Leipzig in der Zeit von 1688 bis 1694. Eine Grand Tour mit seinem ebenfalls aus Lübeck stammenden Leipziger Kommilitonen und späteren Lübecker Bürgermeister Anton von Lüneburg schloss sich an das Studium an. Lefèvre heiratete 1699 eine Tochter des Lübecker Ratsherrn Adolf Brüning. 1731 wurde er zum Ratsherrn erwählt. Ihm gehörte das Gut Strecknitz innerhalb der Lübecker Landwehr.
Sein Sohn Hermann Adolf le Fèvre wurde Ratssekretär der Stadt Lübeck. Der Ratsherr Johann Philipp Lefèvre war ein Neffe.